# Be My Baby
Be My Baby ist ein Popsong von The Ronettes aus dem Jahr 1963, der von Phil Spector, Jeff Barry und Ellie Greenwich geschrieben wurde.

## Entstehungsgeschichte
Die Ronettes waren ein weibliches Trio aus New York City mit einem starken Brooklyn-Akzent, das im März 1963 von Phil Spector für sein Plattenlabel Philles Records unter Vertrag genommen worden war. Als Spector die Komposition Be My Baby von Barry/Greenwich erhielt, produzierte er sie mit den Ronettes. Die Aufnahmesessions begannen am 5. Juli 1963 in den Gold Star Studios in Hollywood. Es bedurfte vier Stunden intensiver Proben, bevor Toningenieur Larry Levine überhaupt mit Tonaufnahmen begann.
Spector hatte als Musikproduzent bei vorherigen Musikaufnahmen mit anderen Interpreten seines Labels immer starken Wert auf die Instrumentierung gelegt. Er bediente sich Mitgliedern der Wrecking Crew, einer in wechselnder Zusammensetzung spielenden Gruppe von Studiomusikern. Er setzte vier Gitarristen (Billy Strange, Tommy Tedesco, Barney Kessel und Bill Pitman) ein, ebenso waren vier Keyboarder verpflichtet (Leon Russell, Larry Knechtel, Al De Lory und Don Randi). Carol Kaye und Ray Pohlman spielten Bass, und mit Hal Blaine und Earl Palmer waren zwei Schlagzeuger zugegen. Komplettiert um Kastagnetten und Maracas war der Song der erste, bei dem Spector auch eine vollständige Geigensektion einsetzte. 42 Takes in einer vierstündigen Session waren nötig, um Spector zufriedenzustellen.
Die Überorchestrierung wurde durch Audioeffekte wie Flanging und zahlreiche Overdubs untermauert, wodurch eines der besten Produkte des Wall of Sound entstand. Spector ist nur deshalb als Mitkomponist erwähnt, weil seine umfassende Produktionsarbeit gewürdigt werden sollte; rechtlich war sein Komponistenanteil ein „Cut-in“. Die B-Seite Tedesco and Pitman erwähnt die Namen von zwei Gitarristen der Wrecking Crew, die bei den Aufnahmen mitwirkten.

## Veröffentlichung
Be My Baby / Tedesco and Pitman wurde am 15. August 1963 als Philles Records #116 veröffentlicht. Der Titel erhielt einen BMI-Award. In der Liste des Rolling Stone der 500 besten Songs aller Zeiten erreichte das Lied Platz 22. Die Library of Congress nahm es in das United States National Recording Registry auf. 1987 wurde das Lied im Soundtrack zum Film Dirty Dancing verwendet.

## Kommerzieller Erfolg

### Chartplatzierungen
Der Hit gelangte am 31. August 1963 in die amerikanischen Pop-Charts und blieb für drei Wochen auf Platz zwei. In Großbritannien wurde er auf Rang vier notiert. Er verkaufte nach seiner Veröffentlichung alleine im Jahr 1963 mehr als zwei Millionen Platten.
| ChartsChartplatzierungen       | Höchstplatzierung | Wochen |
| ------------------------------ | ----------------- | ------ |
| Deutschland (GfK)              | 60 (11 Wo.)       | 11     |
| Vereinigte Staaten (Billboard) | 2 (13 Wo.)        | 13     |
| Vereinigtes Königreich (OCC)   | 4 (13 Wo.)        | 13     |

| ChartsJahrescharts (1963)      | Platzierung |
| ------------------------------ | ----------- |
| Vereinigte Staaten (Billboard) | 45          |

### Auszeichnungen für Musikverkäufe
| Land/Region                  | Auszeichnungen für Musikverkäufe (Land/Region, Auszeichnung, Verkäufe) | Verkäufe  |
| ---------------------------- | ---------------------------------------------------------------------- | --------- |
| Dänemark (IFPI)              | Gold                                                                   | 45.000    |
| Italien (FIMI)               | Gold                                                                   | 50.000    |
| Spanien (Promusicae)         | Platin                                                                 | 60.000    |
| Vereinigtes Königreich (BPI) | 2× Platin                                                              | 1.200.000 |
| Insgesamt                    | 2× Gold · 3× Platin ·                                                  | 1.355.000 |

## Coverversionen
Bei BMI sind 15 Coverversionen des Titels registriert. Die erfolgreichste Fassung stammt von Andy Kim vom November 1970 (US-Rang 17, Deutschland Platz 24). Im August 1986 wurde ein Teil von Be My Baby für Eddie Moneys Take Me Home Tonight adaptiert. Weitere Coverversionen folgten von John Lennon (aufgenommen zwischen Oktober und Dezember 1973, veröffentlicht November 1998), den Bay City Rollers (1974), Rachel Sweet (Album … And Then He Kissed Me, erschienen November 1981), Alyssa Milano (Oktober 1989), Linda Ronstadt (Juni 1996), The Bates (April 1998), Smokie (2001), Mutya Buena feat. Amy Winehouse, 3 Feet Smaller und Alan Parsons (2022).
Zudem kam es zu einer Reihe fremdsprachiger Coverversionen, darunter Reviens vite et oublie von Sophie (1963, Französisch), Sei mein Baby von Suzanne Doucet (1964), Bernhard Brink (Wo steht das geschrieben, 1972), Tro mej, älskling! von Ann-Cathrine Widlund (1965, Schwedisch) und Tu seras mi Baby von Karina (1974, Spanisch).